# یدیکوله

یدیکوله (به ترکی استانبولی: Yedikule)(به معنای هفت برج) نام محله‌ای در بخش فاتح استانبول ترکیه است. نام این محله از قلعه یدیکوله که هفت برج داشت گرفته شده است.